# Pseudorabdion montanum
Pseudorabdion montanum är en ormart som beskrevs av Leviton och Brown 1959. Pseudorabdion montanum ingår i släktet Pseudorabdion och familjen snokar. IUCN kategoriserar arten globalt som starkt hotad. Inga underarter finns listade i Catalogue of Life.
Arten förekommer i Filippinerna i bergstrakter mellan 500 och 1600 meter över havet. Den lever delvis underjordisk i marken eller i lövskiktet. Pseudorabdion montanum vistas i skogar.